# Sambir (huyện)
Sambir (tiếng Ukraina: Самбірський район, chuyển tự: Sambirs'kyi raion) là một huyện của tỉnh Lviv thuộc Ukraina. Huyện Sambir có diện tích 934 km², dân số theo điều tra dân số ngày 5 tháng 12 năm 2001 là 74574 người với mật độ 80 người/km2. Trung tâm huyện nằm ở Sambir.